# Тонштейн
Тонштейн (від нім. ton — глина; і нім. stain — камінь) — малопотужні прошарки глин каолінітового і каолініт-монтморилонітового складу серед вугільних пластів Донбасу, Кузбасу, та інших вугільних родовищ. Потужність прошарків тонштейнів рідко перевищує 3-5 см, проте вони простежуються на площі в кілька тисяч км². Витриманість прошарків тонштейнів на великих відстанях (практично на площі всього вугільного басейну) дозволяє стратиграфам використовувати їх як реперні горизонти. Початково це були прошарки вулканічного попелу, які в ході діагенезу перетворились на каолінітову породу.
Наявність кристалографічно оформлених зерен кварцу й важких мінералів, відмінних від таких у сусідніх горизонтах вугілля, а також інші факти говорять про вулканогенну природу Т. Його утворення пов'язують із каолінізацією вулканічного попелу, рознесеного вітром на великі простори (Chalard, 1967). Т. відносять до сухарних глин.